# OpenDNS
OpenDNS 是一个免费的域名解析服务提供商（DNS），並具備反釣魚、内容控制软件等功能。

## 发展历史
OpenDNS在2006年7月由黑客大卫·尤里维奇（David Ulevitch）创建。之后获得了由 CNET 的创始人 Halsey Minor 创建的 Minor Ventures 公司提供的风险投资。
2006年7月10日，OpenDNS 开始为 digg 、Slashdot和 Wired News网站提供服务，这直接导致 DNS 请求数从7月9日的一百万次猛增到30日的三千万次。
2006年10月2日，OpenDNS 建立了第一个反钓鱼数据库 Phishtank.com，收集、整理和发布钓鱼攻击信息。
2006年，OpenDNS 开始使用 DynDNS 的接口来处理动态 IP 用户的 DNS 更新。
从2007年1月开始，OpenDNS 开始在西雅图、帕洛阿尔托、纽约、华盛顿和伦敦设置服务器，并计划扩展到芝加哥。
2010年11月，OpenDNS 首個亞洲區數據中心在新加坡投入服務。
2012年9月，香港成為 OpenDNS 在新加坡之後的第二個亞洲區數據中心。
2015年6月30日，思科系统公司宣布收购 OpenDNS，交易的价格约为 6.35 亿美元，包括现金和股票。

## 服务对象
OpenDNS 为个人和商业提供 DNS 方案，用户可以自行选择使用 OpenDNS 的服务或者使用当地 ISP 提供的 DNS 服务。将服务器组放置在具有战略意义的地方和使用大量的域名缓存可以使 DNS 查询进度可以更快得多地完成，从而加快页面的检索速度。DNS 的查询结果有时被本地的操作系统或应用程序缓存下来，所以速度的增加也许不能在每次查询中体现出来，但本地缓存裡没有的结果其查询速度的增加则显而易见。其他特征包括一个反钓鱼过滤器。通过收集恶意网站列表，当用户通过他们的服务来访问这些恶意网站时，OpenDNS 将封锁这些恶意网站。OpenDNS 还运营了一项反钓鱼服务（PhishTank），这样全球的用户就可以报告和查看不可信的钓鱼网站。
OpenDNS 并不像它的名字那样 "Open"，虽然 OpenDNS 也有一些开源项目，但它本身并不是一款开源软件。
OpenDNS 的一部分收入来自用户访问他们不能自动更正的错误域名时出现的页面上的广告。OpenDNS 说明它不是一个纯粹的网站搜索器，那些收入用来支付定制 DNS 服务。
OpenDNS 也提供增强的 DNS 附加服务，当然，这是需要付费的。
附加服务的一个例子是2007年4月22日启动的一项“快捷方式”服务，让用户设置本地 DNS 映射，比如把“mail”映射到“mail.yahoo.com”。这项功能被用在很多公共领域，包括纽约时报、Wired和PC World。2014 年出于商业服务上的安全的考虑，OpenDNS 停止广告服务。

## 服务地址
以下为 OpenDNS 的 IPv4 免费 DNS 解析服务器地址：
- 208.67.222.222 （Resolver1.OpenDNS.com）
- 208.67.220.220 （Resolver2.OpenDNS.com）

以下為 OpenDNS 的 IPv4 免費 FamilyShield DNS 解析伺服器地址：
- 208.67.222.123
- 208.67.220.123

以下为 OpenDNS 的 IPv6 免费 DNS 解析服务器地址：
- 2620:119:35::35
- 2620:119:53::53

以下为 OpenDNS 的 IPv6 免费 FamilyShield DNS 解析服务器地址：
- 2620:119:35::123
- 2620:119:53::123

以下为 OpenDNS 的免费 DNS over HTTPS 解析服务器地址： （页面存档备份，存于）
OpenDNS：
- https://dns.opendns.com/dns-query
- https://dns.umbrella.com/dns-query

FamilyShield：
- https://familyshield.opendns.com/dns-query

Sandbox：
- https://sandbox.opendns.com/dns-query

包括 IPv4、IPv6 地址在内的所有服务均支持 DNS over HTTPS（如需指定协议版本的完整地址，参考 https://[2620:119:35::35]/dns-query 这样的格式，IPv4 则不需要方括号）。
OpenDNS 还提供 Sandbox 服务。